# Качий Поток
Качий Поток (словен. Kačji Potok) — поселення в общині Кочев'є, регіон Південно-Східна Словенія, Словенія. Висота над рівнем моря: 526,9 м.